# Kirsten Ahlburg
Kirsten Ahlburg (født 31. august 1955) er en dansk forfatter, som har over 700 udgivelser bag sig i Danmark, Sverige og Norge. Der er tale om såvel børnebøger som ungdomsbøger og voksenbøger.

## Biografi

### Uddannelse
Kirsten Ahlburg er født i Esbjerg og blev uddannet som lærer på Esbjerg Seminarium, hvorefter hun flyttede til Aarhus, hvor hun nu bor sammen med sin mand Karl Aage Kirkegaard. I 1979 begyndte hun at undervise voksne flygtninge i dansk, og hun var indvandrerlærer i 17 år. Samtidig uddannede hun sig til psykoterapeut og havde sin egen praksis fra 1991 til 2007. 

### Debut
Kirsten Ahlburg debuterede som forfatter i 1985 med ungdomsromanen Skal vi danse? Romanen blev den første letlæsnings-roman for unge og voksne indvandrere i Danmark. Kirsten Ahlburg skabte således en ny genre og har siden da skrevet bøger for målgruppen.

### Psykoterapeut
Sideløbende med sit arbejde som lærer og forfatter tog Kirsten Ahlburg en psykoterapeutuddannelse inden for tegneterapi, og hun blev færdig som psykoterapeut i 1991, hvorefter hun startede sin egen praksis. Her hjalp hun primært par med problemer i forholdet indtil 2007, hvor hun lukkede sin klinik og besluttede at blive fuldtidsforfatter. Som psykoterapeut blev hun kendt, da hun udgav fagbogen Ikke i aften, skat (2001) om kvinders manglende sexlyst. Bogen blev en bestseller og blev også udgivet i Norge og Holland. Efterfølgende skrev hun flere psykologiske bøger, både i form af romaner og fagbøger. Mest kendt er romanerne Forandringer (2012) og Stolen for døren (2006) samt fagbøgerne Lyt til dig selv (1997) og Kærlighed kræver knofedt (2015). I perioden 1990 – 2007 var Kirsten Ahlburg også en kendt brevkasserådgiver og klummeskribent. Desuden skrev hun en del artikler om psykologiske emner og deltog i diverse tv- og radioudsendelser.

### Forfatter
Gennem årene har Kirsten Ahlburg ud over læselet-romaner og fagbøger til voksne udlændinge skrevet en lang række børnebøger, pigebøger og læselet-bøger for børn og unge, ligesom hun har skrevet en lang række selvhjælpsbøger om parforhold og seksualitet. Hendes bøger er også nået ud til Norge, Sverige, Holland og engelsksprogede lande. 

## Meritter
I 2006 vandt Kirsten Ahlburg blandt 126 indsendte eventyr en landsdækkende konkurrence om at skrive det bedste eventyr i H.C. Andersens ånd. Hun vandt med eventyret Lyset der ikke ville gå ud. Hovedpræmien var udgivelsen af eventyrsamlingen Lyset der ikke ville gå ud og andre eventyr. Eventyrene bragte hende i aviser, radio og tv, og hun blev omtalt som "Danmarks nye H.C. Andersen". Hendes populære pigeserie Nice eller nederen modtog i 2016 Bogslugerprisen blandt 12 nominerede bøger.